# Imatipura, Alur
Imatipura là một làng thuộc tehsil Alur, huyện Hassan, bang Karnataka, Ấn Độ.